# 雁 (鴻型水雷艇)
|                | |
| 艦歴           | |
| 計画           | 昭和9年度計画（②計画） |
| 起工           | 1936年5月11日 |
| 進水           | 1937年1月20日 |
| 就役           | 1937年9月20日竣工 |
| その後         | 1945年7月16日雷撃により沈没                                                                                                 |
| 除籍           | 1945年9月30日 |
| 要目（竣工時） | |
| 排水量         | 基準：840英トン 公試：960トン                                                                                               |
| 全長           | 88.50m |
| 全幅           | 8.18m |
| 吃水           | 2.76m |
| 機関           | ロ号艦本式缶2基 艦本式タービン2基 2軸、19,000馬力                                                                           |
| 速力           | 30.5ノット |
| 航続距離       | 14ノットで4,000海里 |
| 燃料           | 重油：245トン |
| 乗員           | 129名 |
| 兵装           | 45口径十一年式12cm単装砲3門 53cm3連装魚雷発射管1基3門 （六年式魚雷3本） 40mm機銃1挺（雉、鷺、鳩は毘式） （雁は25mm機銃1挺） |

雁（かり）は、日本海軍の水雷艇。鴻型の6番艇。艦艇名としては隼型水雷艇「雁」に続いて2代目。

## 艇歴
1935年（昭和10年）11月22日、雁と命名され、水雷艇に類別。1936年（昭和11年）5月11日に三菱重工業横濱船渠で起工。1937年（昭和12年）1月20日進水。同年9月20日に竣工し、呉鎮守府籍、第11水雷隊に編入された。
日中戦争では、華北沿岸作戦、揚子江遡行作戦に従事。1938年（昭和13年）6月30日、馬当下流茅林州（茅林洲上流）で触雷し損傷を受けた。
太平洋戦争開戦後、香港攻略作戦、海上護衛作戦に参加。1942年2月に第11水雷隊解隊後はアンダマンの第12特別根拠地隊に所属、インド洋での哨戒護衛任務に当たる。1943年2月10日、ラングーン港で停泊中に爆撃を受けて至近弾により損傷し、7名が死亡、20数名が負傷した。
1944年（昭和19年）2月24日、マラッカ海峡で英潜水艦「タリホー」を体当たり攻撃で損傷させるが自らも被害を受けた。1945年（昭和20年）7月16日、アンボン輸送作戦中、ジャワ海マタシリ海南方で米潜水艦「バヤ」の雷撃により沈没。同年9月30日に除籍。

## 歴代艇長
艤装員長
- 広瀬弘 少佐：1937年4月1日[10] -

水雷艇長
- 広瀬弘 少佐：1937年9月20日[11] - 1937年11月15日[12]
- 上杉義男 少佐：1937年11月15日[12] - 1938年12月15日[13]
- 山口達也 少佐：1938年12月15日[13] - 1939年11月15日[14]
- （兼）入戸野篶生 少佐：1939年11月15日[14] - 1939年12月5日[15]
- 杉原与四郎 大尉：1939年12月5日[15] - 1940年4月1日[16]
- （兼）村上忠臣 大尉：1940年4月1日[16] - 1940年10月15日[17]
- 吉田謙吾 大尉：1940年10月15日[18] - 1941年9月15日[19]
- 福山強 大尉：1941年9月15日[19] - 1942年10月5日
- 森栄 大尉：1942年10月5日[7] - 1943年6月10日
- 横田志茂喜 少佐：1943年6月10日[20] - 1945年7月15日 戦死